# Euaspis polynesia
Euaspis polynesia là một loài ong trong họ Megachilidae. Loài này được Vachal miêu tả khoa học đầu tiên năm 1903.